# Luchthaven Toenosjna
Luchthaven Toenosjna (Russisch: Аэропорт Туношна, Aeroport Toenosjna) is een vliegveld in de oblast Jaroslavl, Rusland. Het vliegveld ligt 18 kilometer van Jaroslavl af. Het vliegveld werkt inmiddels met een lijndienst van en naar Sint-Petersburg (Poelkovo) en Moskou (Domodedovo). Op 29-03-2012 is bekend geworden dat de luchthaven Toenosjna een internationaal vliegveld zal worden in 2014. Dit maakte de Algemeen Directeur Oleg Kotsjanov bekend tezamen met plaatsvervangend gouverneur van Yaroslavl, Igor Elfimov.
Gedurende de Koude Oorlog was dit vliegveld een belangrijke basis voor de onderscheppingsvliegtuigen. Het was tevens de thuisbasis van een aantal Mikojan-Goerevitsj MiG-23-vliegtuigen tijdens de jaren tachtig en negentig. De eenheid werd ontmanteld in 1992 en de vliegtuigen werden naar Rzjev gestuurd.

## Incidenten
Op 7 september 2011 crashte Jak-Service-vlucht 9633 hier tijdens het opstijgen. Twee van de 45 inzittenden overleefden de crash. Het vliegtuig vervoerde het Kontinental Hockey League-hockeyteam Lokomotiv Jaroslavl. National Hockey League-spelers Pavol Demitra, Roeslan Salej en Karl Skrastins waren ook aan boord.